# Cheilosia akela
Cheilosia akela är en tvåvingeart som beskrevs av Violovitsh 1973. Cheilosia akela ingår i släktet örtblomflugor, och familjen blomflugor. Inga underarter finns listade i Catalogue of Life.